# Pseudophilautus eximius
Espèce
Synonymes
- Philautus eximius Shreve, 1940

Statut de conservation UICN

 EX  : Éteint
Pseudophilautus eximius est une espèce éteinte d'amphibiens de la famille des Rhacophoridae. 

## Répartition
Cette espèce était endémique du Sri Lanka. Elle a été collectée à environ 1 500 m d'altitude à Queenwood dans l'ouest du massif Central,.

## Description
Connue uniquement par une femelle de 35 mm, elle n'a été observée qu'une seule fois en 1933 et est désormais considérée comme éteinte.

## Publication originale
- Shreve, 1940 : A new Rhacophorus and a new Philautus from Ceylon. Proceedings of the Biological Society of Washington, vol. 53, p. 105-107 (texte intégral).